# Kościół Niepokalanego Serca Maryi w Wodzisławiu Śląskim
Kościół Niepokalanego Serca Maryi w Wodzisławiu Śląskim (Kokoszyce) – katolicki kościół parafialny, wybudowany w czynie społecznym przez mieszkańców dzielnicy.

## Historia

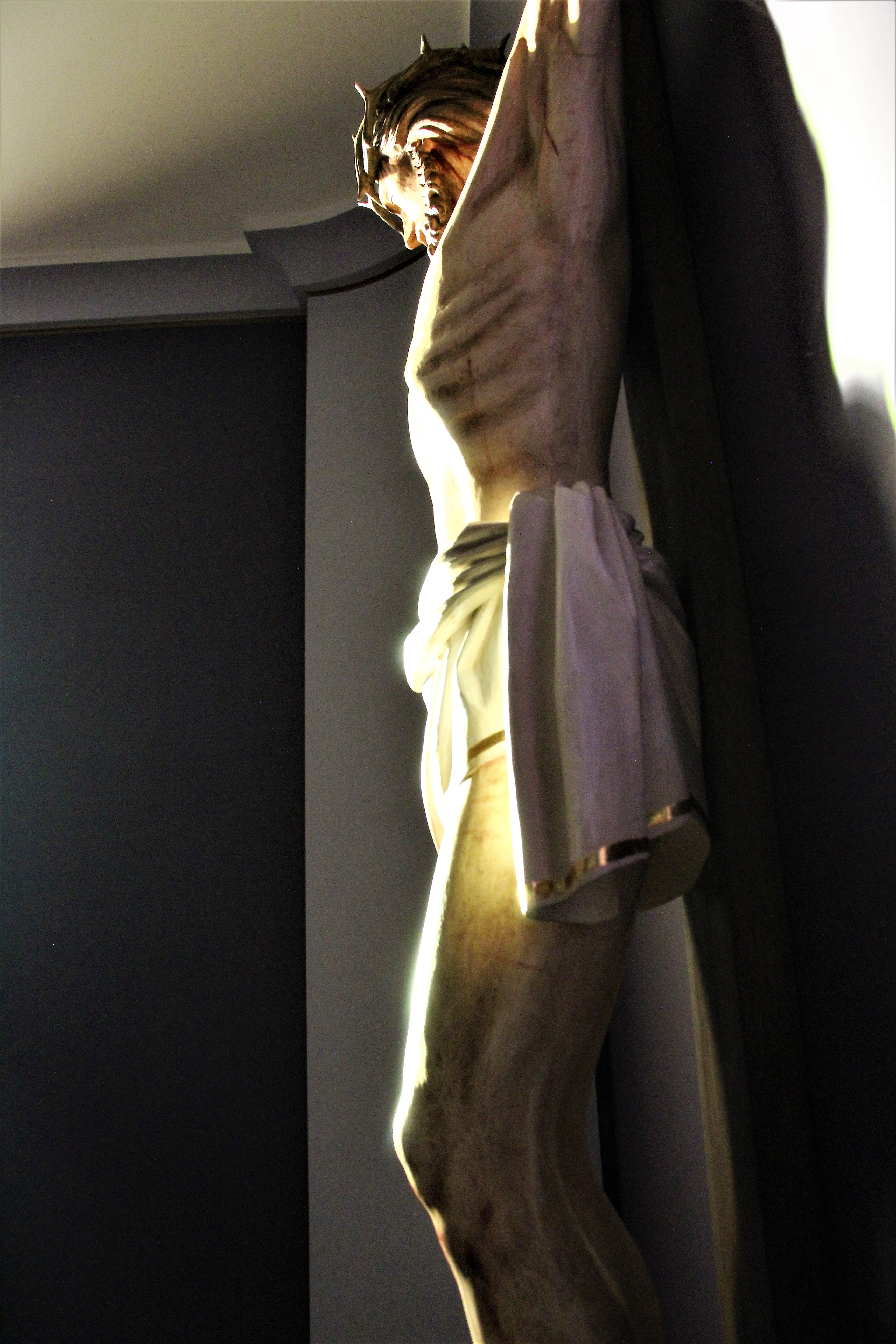
Krucyfiks

Kokoszyce należały w przeszłości do parafii w Pszowie. Za czasów własności barona Ruferta i żony z domu Henkel von Donnersmarck, zbudowano kaplicę, w której do dziś dnia odprawiają się nabożeństwa. W 1922, gdy zmarł baron Rufert, jego zwłoki umieszczono w grobowcu w kaplicy (później przeniesiono je pod Wrocław). W 1923 dobra po baronie nabyła kuria biskupia i od tego czasu przybywają tu księża z całej diecezji na odpoczynek.
Po zakończeniu II wojny światowej Kokoszyce nadal należały do parafii w Pszowie. 10 stycznia 1948 biskup Stanisław Adamski przysłał do Kokoszyc Ks. Józefa Bołdę, celem administrowania diecezjalnym domem rekolekcyjnym oraz utworzenia parafii. Ksiądz Bołda mieszkał w zamku i tam odprawiał msze święte. W 1948 przystąpił do budowy lokalnego kościoła. Prace te, ręcznie, prowadzili nieodpłatnie miejscowi parafianie. Mistrzem budowy był Maciejak z Pszowa.
Grunta kopano łopatami. Z piaskowni na polu Józefa Kondrotka wybudowano torowiska, po których kolebami, za pomocą wciągarki, dowożono piasek na budowę (część trasy pokonywał on wozami konnymi). Cegły pochodziły z cegielni w Pszowie. 
Kościół budowany był wyłącznie ze składek mieszkańców Kokoszyc. Autorem wystroju wnętrza był Józef Potępa z Krakowa. Cegłę na budowę probostwa wykonano na miejscu (jej budowa była również dziełem mieszkańców). Prace przy kościele ukończono w 1950. Kamień węgielny poświęcił biskup katowicki, Stanisław Adamski w 1949. Dokonał on również poświęcenia świątyni 9 lipca 1950.

## Architektura
Ołtarz przedstawia Serce Maryi. Chrzcielnicę oraz drogę krzyżową ufundowali Józef i Anna Muchowie, monstrancję - Joanna Nowak, a wieczną lampkę - Józef i Paulina Klima. Organy pochodziły ze wspólnej fundacji mieszkańców. 
Z czasem część parafian dopatrzyła się w figurze Matki Boskiej nietaktu. Matka Boska ma bowiem wysuniętą do przodu jedną z nóg, w wyniku czego odsuwa suknię ukazując udo. Miało to według tej grupy siać zgorszenie. Proboszcz Bołda tłumaczył to koniecznością wykonania kroku celem zdeptania węża (symbolu grzechu). Po wyjaśnieniach sprawa nie była poruszana.

## Organy
W 1959 posadowiono w kościele pierwsze organy. Był to 22-głosowy instrument elektropneumatyczny Wacława Biernackiego. Obecne organy produkcji Gerharda Schmida zostały sprowadzone ze Szwecji. Montował je zakład Mariana Majchera w latach 2015-2016, a poświęcił arcybiskup Wiktor Skworc 7 lutego 2016 (odbył się wówczas koncert Juliana Gembalskiego). Organy te mają następujące parametry: liczba głosów - 23, liczba klawiatur - 3+P, traktura gry i rejestrów - mechaniczna.

## Galeria

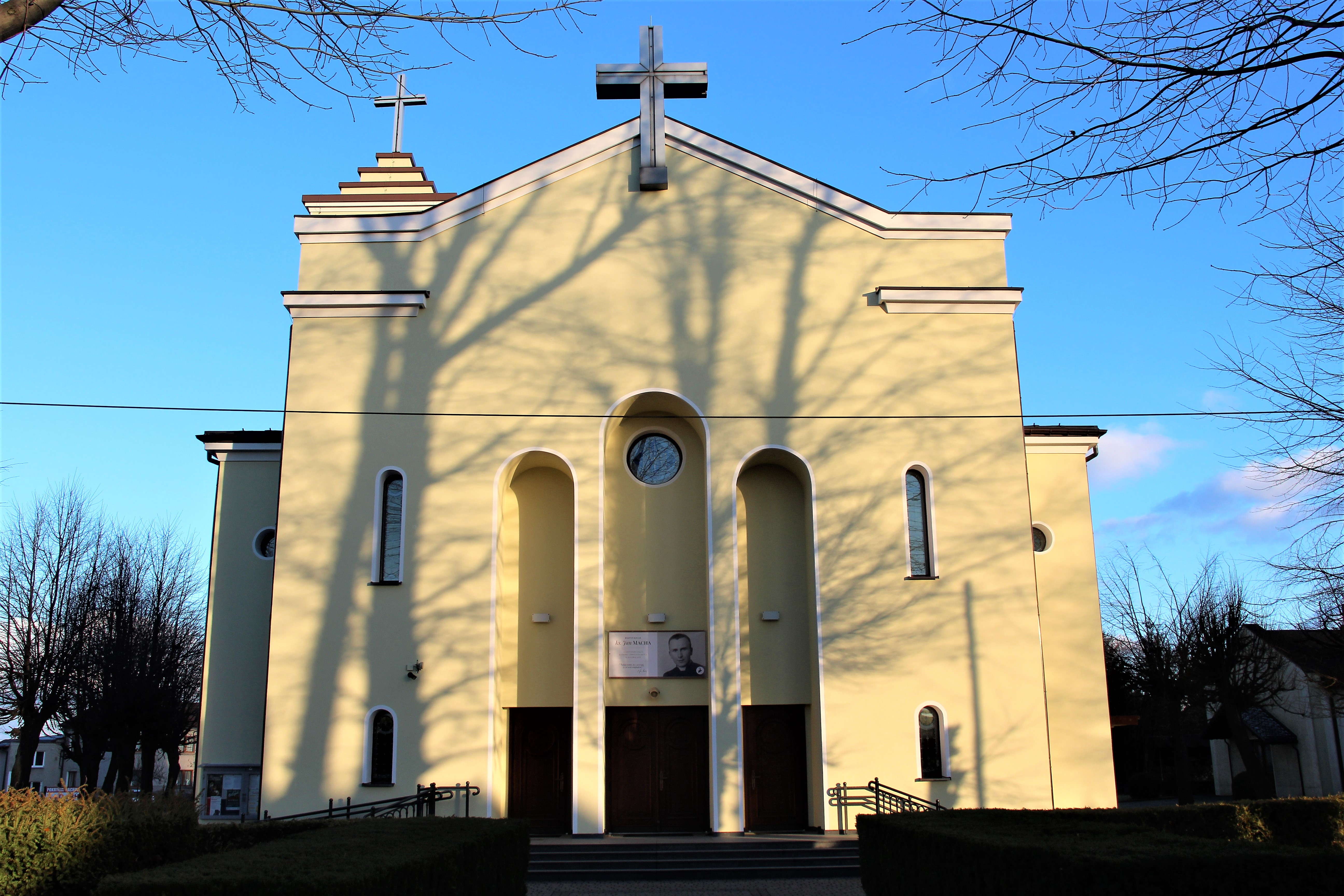
Elewacja wejściowa
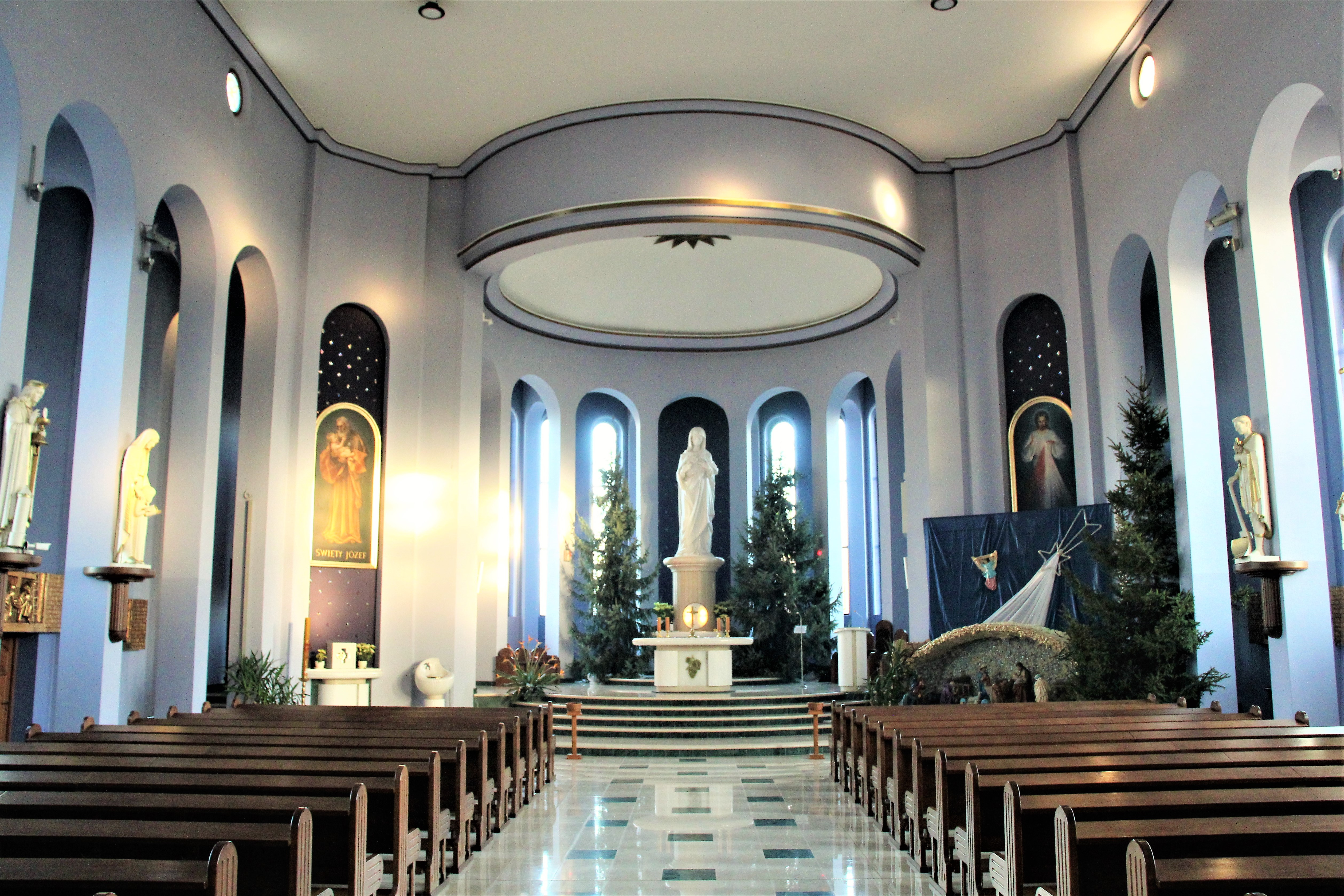
Wnętrze z ołtarzem
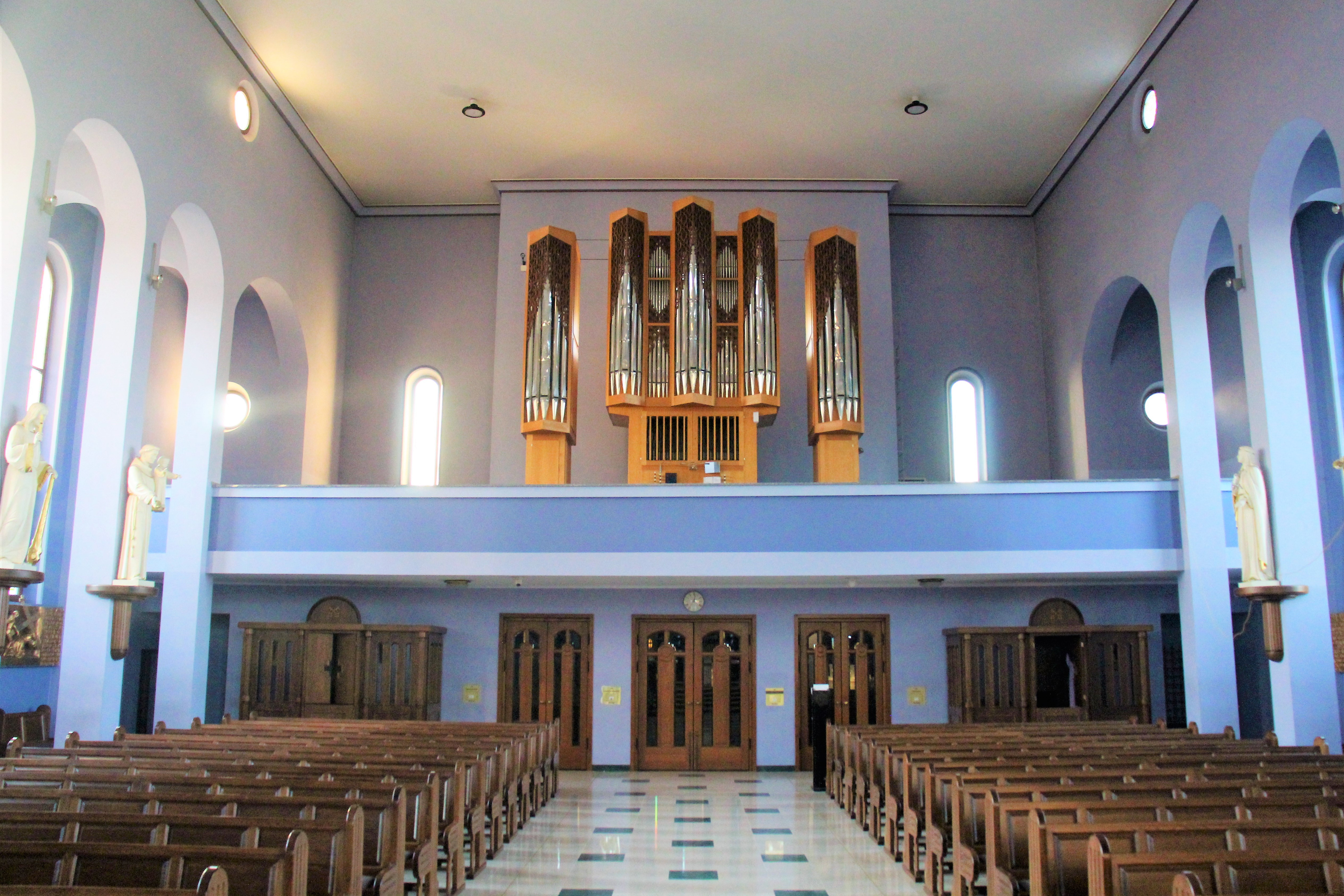
Chór i organy